# Danneel Ackles
Danneel Ackles, geboren als Elta Danneel Graul en eerder bekend onder het pseudoniem Danneel Harris (Lafayette (Louisiana), 18 maart 1979), is een Amerikaans actrice. Ze maakte in 2004 haar filmdebuut in The Plight of Clownana.

## Carrière
Voordat Harris doorbrak als actrice, werkte ze als model voor onder andere Big Sexy Hair en Juicy Jeans. In 2004 speelde ze in twee korte films en had ze gastrollen in onder andere What I Like About You en Joey. In 2005 had ze ook gastrollen in JAG en Charmed.
Op 2 maart 2004 werd Harris lid van de cast van One Life to Live. Daarin speelde ze 68 afleveringen Shannon McBain, voordat ze in 2005 de rol van de achterbakse Rachel Gatina kreeg in de televisieserie One Tree Hill. In het midden van het vierde seizoen (2007) verliet Harris de serie om zich te richten op een filmcarrière. In seizoen 7 van One Tree Hill keerde Harris terug als Gatina.

## Persoonlijk leven
Harris kreeg in 2007 een relatie met acteur Jensen Ackles. Ze verloofden zich in 2009 en trouwden op 15 mei 2010 en ze nam zijn achternaam aan. De twee kregen op 30 mei 2013 hun eerste kind, een dochter. Op 2 december 2016 werden ze de ouders van een tweeling, een jongen en een meisje.

## Filmografie (selectie)
- Supernatural (2018-2020)
- Friends with Benefits (2011)
- The Roommate (2011)
- Fired Up (2009)
- Still Waiting... (2009)
- Harold & Kumar Escape from Guantanamo Bay (2008)
- Extreme Movie (2008)
- Ten Inch Hero (2007)
- One Tree Hill (2006-heden)
- Rule Number One (2005)
- The Plight of Clownana (2004)

- Biblioteca Nacional de España: XX5793612
- Gemeinsame Normdatei: 1299299016
- International Standard Name Identifier: 0000 0004 5873 1973
- Library of Congress Control Number: no2015132683
- Virtual International Authority File: 99144648539323778469
- WorldCat: E39PBJqQrJRfjqFwFXtWMXxkXd